# Église Saint-Dominique-de-Guzmán de San Cristóbal de La Laguna
Pour les articles homonymes, voir Église Saint-Dominique-de-Guzmán.
L'église Saint-Dominique-de-Guzmán (espagnol : iglesia de Santo Domingo de Guzmán) est une église catholique situé dans la ville de San Cristóbal de la Laguna (île de Tenerife, Canaries), en Espagne. 
Il est un des temples les plus importants de la ville et ici est vénérée l'image de Notre-Dame du Rosaire, une des figures les plus vénérées de la Laguna et patronne de la paroisse jointe à Saint Dominique de Guzmán.

## Histoire
Dans le lieu occupé par l'actuel temple, existait auparavant un ermitage primitif consacré à l'Immaculée Conception. En 1522 a été bâti le couvent où se sont établis les moines dominicains. De son côté, c'est en 1527 que l'église a été édifiée.

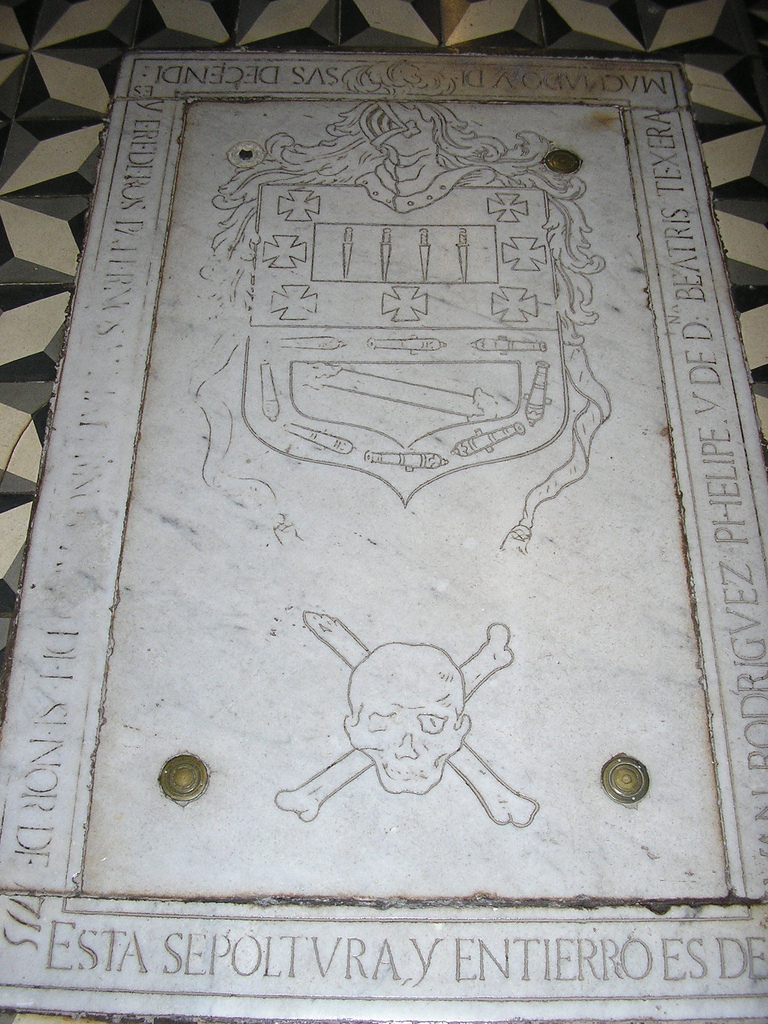
Pierre tombale d'Amaro Pargo dans l'Église.

En 1747, le célèbre corsaire Amaro Rodríguez Felipe, plus communément appelé Amaro Pargo, a été enterré dans cette église. Ledit corsaire était le patron de ce temple, à qui il a fait don de plusieurs œuvres d'art, comme le trône d'argent du Seigneur décédé. Sa pierre tombale en marbre est située juste à l'entrée de l'église. Celui-ci a le bouclier familial et le symbole du pirate, un crâne avec deux os croisés.
En outre, dans le temple se trouvent les fonts baptismaux avec lesquels Saint José de Anchieta a été baptisé, bien que ledit saint ait été baptisé dans la paroisse de Notre-Dame des Remèdes (aujourd'hui cathédrale du diocèse). Anchieta a fondé la ville de Sao Paulo, ainsi que l'un des fondateurs de Rio de Janeiro au Brésil.

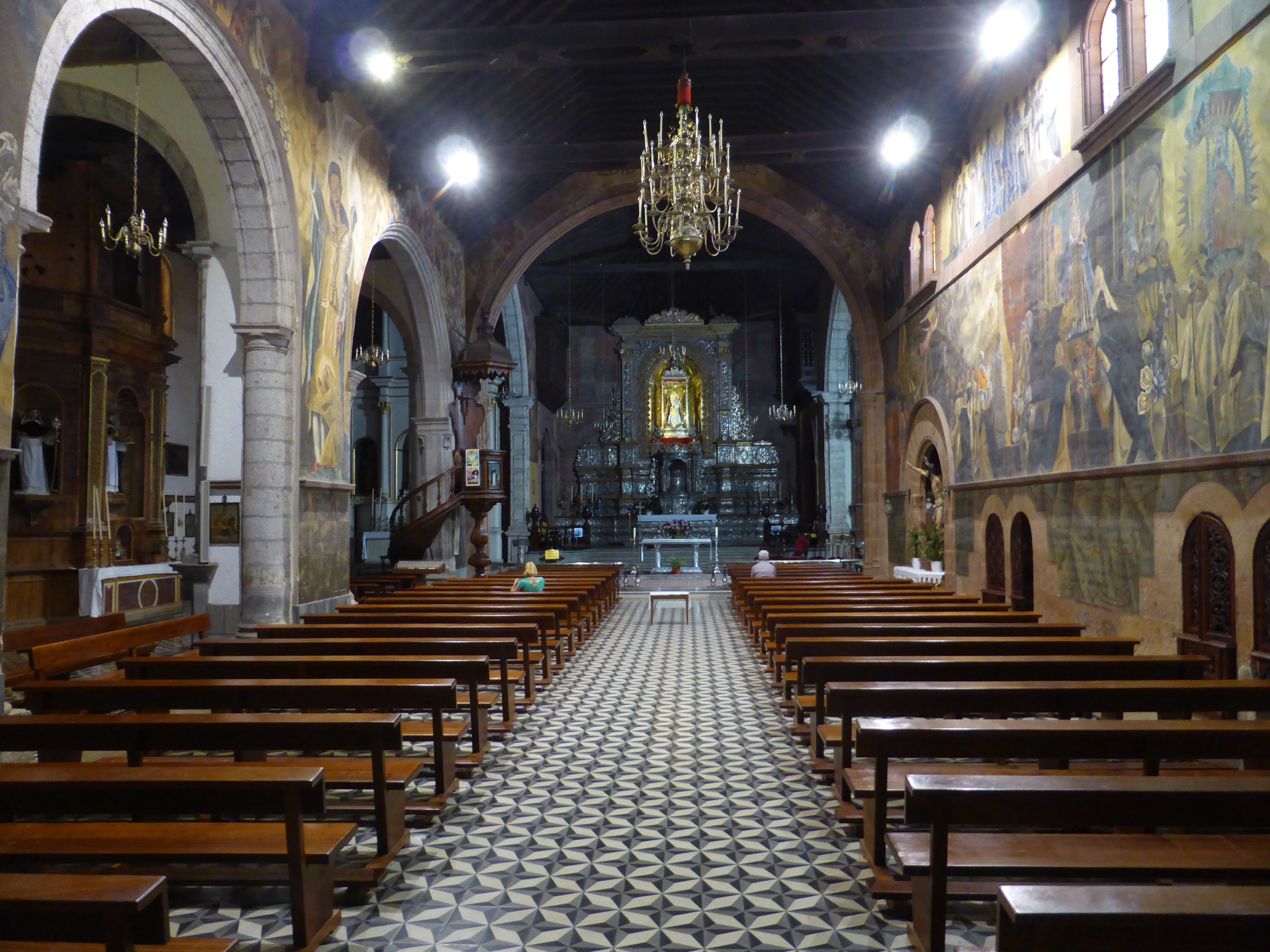
Intérieur de l'église.

La totalité des murs de l'église sont couverts de fresques et de peintures murales réalisées par Mariano de Cossío (1880–1960). Ces peintures représentent des thèmes religieux et le triomphe de la bataille de Lépante. 
De nos jours, l'église et l'ex-couvent sont reconnus comme bien d'intérêt culturel des Canaries avec la catégorie de Monument depuis 1986.